# Le dernier tournant
Le dernier tournant es una película de producción francesa, dirigida en 1939 por Pierre Chenal, y protagonizada por Michel Simon, Corinne Luchaire y Fernand Gravey. Está basada en la novela El cartero siempre llama dos veces de James M. Cain, siendo la primera adaptación de la misma, y por lo tanto anterior a Obsesión de Visconti, El cartero siempre llama dos veces de Garnett y El cartero siempre llama dos veces de Rafelson. En Estados Unidos fue titulada The Last Turning, no existiendo doblaje al castellano.
Pierre Chenal era un director francés, aunque nacido en Bélgica, adscrito al realismo poético, que tras leer la novela de Cain en inglés, no esperó a su traducción y se interesó en adaptarla. Aunque el proyecto fue propuesto a otros directores como Renoir y Carné, finalmente fue Chenal quien lo rodó.
Para el elenco se habían barajado los nombres de Jean Gabin, Viviane Romance y Michel Simon, pero finalmente solo el último de ellos participó en la producción, consiguiendo una actuación memorable como Nick, el marido víctima del asesinato. Los otros papeles protagonistas fueron para Corinne Luchaire como la esposa de Nick y Fernand Gravey como el amante recién llegado.
Chenal no hizo demasiados cambios en la historia, tan solo adaptándola a una localización francesa.  Pero él enfatiza más que las otras versiones el papel del marido, generando más simpatía que en otras versiones, aunque también le dota de una ambigüedad que da a entender que él es un participante del trío “infernal” y no simplemente una víctima.
La película combina las escenas interiores nocturnas con filmaciones al aire libre, anticipándose a las otras versiones también en este sentido. También cabe destacar el uso de movimientos de cámara muy controlados y de tomas más largas de lo habitual. 